# ریورسو
ریورسو یک شرکت متخصص در کمک‌های ترجمه ابزارهای زبان، مبتنی بر هوش مصنوعی و خدمات زبان است. اینها شامل ترجمه آنلاین بر اساس NMT (ترجمه ماشین عصبی)، فرهنگ لغت متنی، تطابق دوزبانه آنلاین، گرامر و املا و ابزارهای صرف فعل می‌شود. مجموعه خدمات زبانی آنلاین ریورسو بیش از ۹۶ میلیون کاربر دارد و شامل انواع مختلفی از برنامه‌های وب زبان و ابزار برای ترجمه و یادگیری زبان است. ابزارهای آن از بسیاری از زبان‌ها از جمله عربی، چینی، انگلیسی، فرانسوی، عبری، اسپانیایی، ایتالیایی و روسی پشتیبانی می‌کند. ریورسو از زمان تأسیس خود، ابزارهای ترجمه ماشینی را برای ترجمه خودکار متون به زبان‌های مختلف، از جمله ترجمه ماشینی عصبی، ارائه کرده‌است. وب‌سایت ریورسو همچنین فرهنگ‌های دوزبانه مشترکی را بین جفت‌های مختلف زبان ارائه می‌کند که از منابع جمعی استفاده می‌کنند تا به کاربران امکان ارسال مدخل‌های جدید و ارائه بازخورد را بدهند. همچنین دارای ابزارهایی برای صرف افعال در زبان های مختلف، ابزارهای بررسی املا و راهنمای دستور زبان چند زبانه نوشتاری برای زبان آموزان است.